# Campiglossa ignobilis
Campiglossa ignobilis
 es una especie de insecto díptero que Friedrich Hermann Loew describió científicamente por primera vez en el año 1861.
Esta especie pertenece al género Campiglossa de la familia Tephritidae.